# Супермен (киносериал)
«Супермен» (англ. Superman) — американский фантастический приключенческий чёрно-белый киносериал в жанре боевика режиссёров Спенсера Гордона Беннета и Томаса Карра и продюсера Сэма Кацмана, основанный на комиксах о Супермене. Состоит из 15 частей по примерно 15-20 минут. Является первой игровой экранизацией комиксов о Супермене. Сценаристы фильма — Льюис Клэй, Ройал К. Коул, Артур Херль, Джордж Х. Плимптон, Джозеф Ф. Поланд, Джо Шустер, Джерри Сигел. Роль Супермена исполняет Кирк Элин, Лоис Лейн — Ноэль Нилл, а Джимми Олсена — Томми Бонд. Выход фильма в США состоялся 15 июля 1948 года.

## Сюжет
Планета Криптон на грани исчезновения. Солнце притягивает её к себе. Криптонский учёный Джор-Эл предупреждает об угрозе Высший совет и предлагает построить большой космический корабль, который отвёз бы криптонцев на планету Земля, однако его не слушают. Из-за солнечного притяжения в недрах планеты начинает взрываться газ. Криптон сотрясают землетрясения. У Джор-Эла есть экспериментальный образец космического корабля. Вместе с женой Ларой они сажают в ракету своего маленького сына Кал-Эла и успевают направить ракету к Земле до взрыва Криптона.
На Земле ракету находит чета фермеров Эбен и Марта Кент. Они дают ему имя Кларк Кент. С каждым годом становилось все очевиднее, что Кларк наделён огромной силой и фантастическими способностями. Марта и Эбен Кент отправляют приёмного сына помогать нуждающимся, используя свои силы. После того, как приёмные родители отправляют Кларка Кента помогать людям он едет в Метрополис и устраивается на работу корреспондентом в столичную газету Daily Planet. Вскоре он обнаруживает, что его слабостью является Криптонит. Сериал посвящён борьбе Супермена с коварной злодейкой Леди-Паук. Леди-Паук мечтает создать из криптонита мощнейшее оружие во Вселенной — Луч-преобразователь. Однако её планам мешает Супермен при поддержке Лоис Лэйн и Джимми Олсена.

## Актёрский состав
- Кирк Элин — Супермен/Кларк Кент
- Ноэль Нилл — Лоис Лейн
- Пьер Уоткин — Перри Уайт
- Томми Бонд — Джимми Олсен
- Кэрол Форман — Леди Паук
- Герберт Роулинсон — доктор Грэм
- Форрест Тейлор — профессор Арнольд Лидз
- Нельсон Ли — Джор-Эл
- Луана Уолтерс — Лара
- Эдвард Кэссиди — Эбен Кент
- Чарльз Куигли — Хэккетт
- Вирджиния Кэрролл — Марта Кент

## Спецэффекты
Полёт Супермена был анимацией, а не живыми съёмками. Американский писатель, режиссёр и сценарист Дональд Ф. Глют и его коллега Джимм Хармон считают, что это было очень «слабое место сериала». По их словам «эффекты, которые использовала кинокомпания «Republic Pictures» в фильме «Капитан Марвел», были более убедительными, поскольку в сериале Супермен во время полётов всегда показан в одной и той же позе». Между тем съёмочная группа сначала пыталась снять полёт Супермена вживую: Кирк Элин провёл целый день, подвешенный на проводах перед проекцией движущихся облаков. Однако результат этих съёмок не удовлетворил продюсера Кацмана и он уволил весь персонал, который занимался съёмками полётов и принял решение использовать анимацию.
Ещё один минус фильма частое повторное использование кинокадров (в том числе и сцен полёта Супермена) был продиктован низким бюджетом. К примеру, полёт Супермена над скалистой местностью (эти кадры были сняты в горах Чатсворт в Южной Калифорнии) был использован хотя бы раз почти в каждом эпизоде.
Костюм Супермена, который носил Кирк Элин, был не сине-красным, а серо (трико)-коричневым (сапоги и плащ) — сине-красный на чёрно-белой плёнке смотрелся очень тёмным.

## Трюки
Дублёром Кирка Элина был Павел Штадер. Он должен был выполнить только один трюк во всем сериале, выпрыгнув из грузовика. Он чуть не сломал ногу во время этого трюка, и ему пришлось отказаться от дальнейшего участия в съёмках

## Список серий
1. Superman Comes To Earth
2. Depths Of The Earth
3. The Reducer Ray
4. Man Of Steel
5. A Job For Superman
6. Superman In Danger
7. Into The Electric Furnace
8. Superman To The Rescue
9. Irresistible Force
10. Between Two Fires
11. Superman’s Dilemma
12. Blast In The Depths
13. Hurled To Destruction
14. Superman At Bay
15. The Payoff

Источник